# Biełogornoje
Biełogornoje (ros. Белогорное) – wieś (sieło) w Rosji, w obwodzie saratowskim, w rejonie wolskim. W 2021 liczyła 643 mieszkańców.